# سیاست روادید امارات متحده عربی

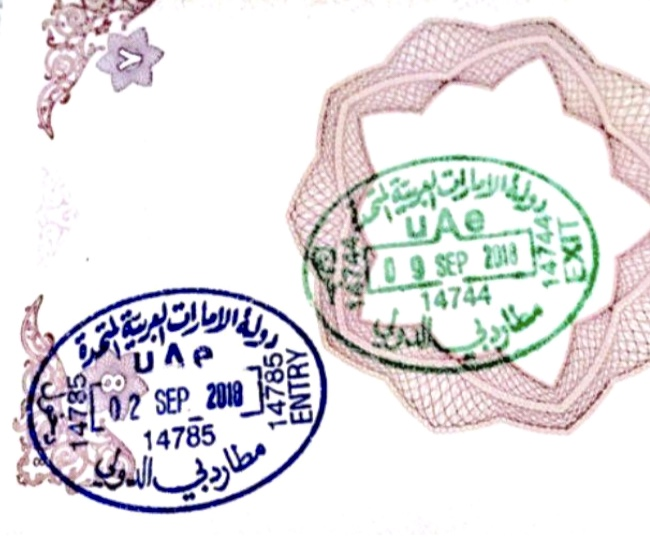
مهر ورود و خروج امارات (فرودگاه بین‌المللی دوبی) در گذرنامه ایرانی

تمامی مسافران عازم امارات متحده عربی نیاز به دریافت روادید قبل از ورود به این کشور را دارند مگر این که طبق مقررات امارات از دریافت روادید معاف باشند یا شامل روادید هنگام ورود به فرودگاه شوند.
شهروندان کشورهای عضو شورای همکاری خلیج فارس بدون هیچ محدودیتی تنها با ارائه کارت هویتی معتبر یا گواهینامه صادره از سوی حکومت خود می‌توانند در امارات تردد کنند.
از سال ۲۰۱۷ تا به این لحظه و پس از قطع روابط دیپلماتیک سه کشور عضو شورای همکاری‌های خلیج فارس و مصر با دولت قطر؛ شهروندان قطری از ورود به خاک امارات منع شدند. لازم است ذکر شود این منع شامل افراد عضو خانواده شهروندان و مقیمین امارات نمی‌شود. 
تمامی شهروندان دنیا (به جز شهروندان کشورهای عضو شورای همکاری‌ها) هنگام ورود به امارات باید گذرنامه ای با حداقل ۶ ماه اعتبار داشته باشند.

## نقشه سیاست روادید

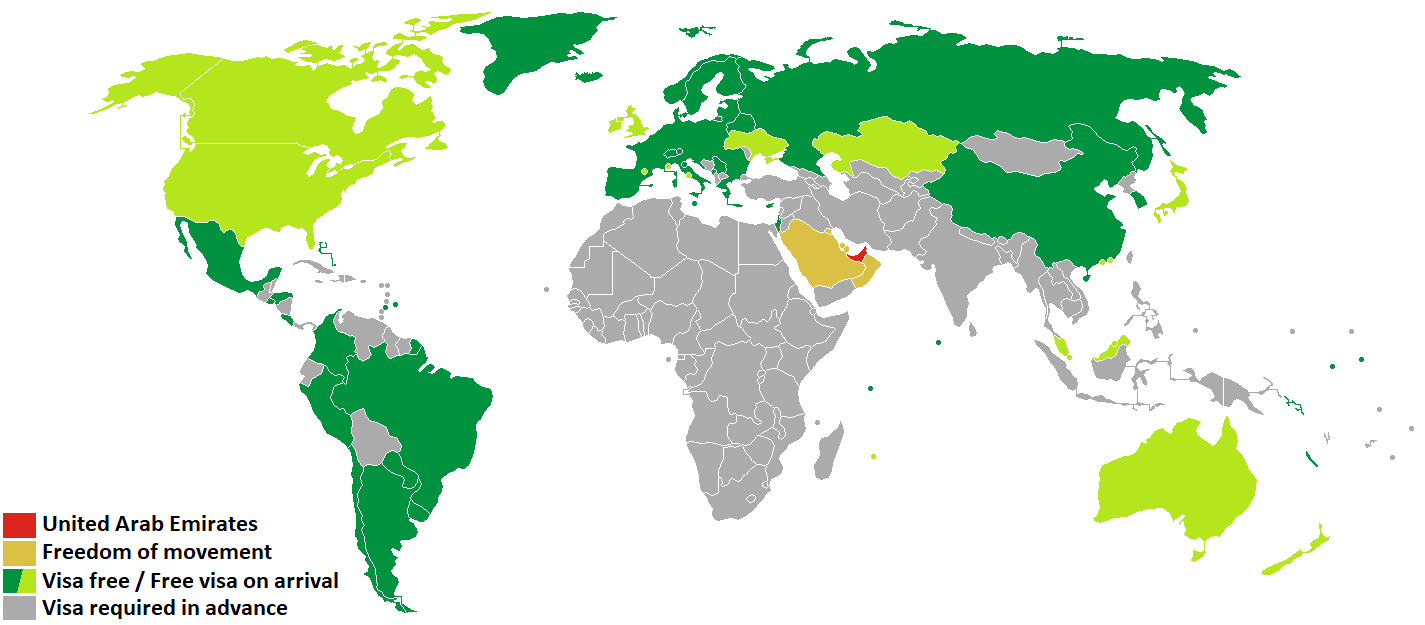
نقشه سیاست روادید امارات متحده عربی

## حرکت آزاد
شهروندان کشورهای زیر شامل قوانین حرکت آزاد هستند و مدارک سفر آن‌ها می‌تواند کارت شناسایی یا گواهینامه معتبر صادره از سوی حکومت محلی باشد:
- عربستان سعودی -  بحرین -  کویت -  عمان

## روادید آزاد
شهروندان کشورهای زیر طبق سیاست‌های روادید امارات؛ تنها با داشتن گذرنامه ای با حداقل ۶ ماه اعتبار می‌توانند به این کشور وارد شوند:
- ۱۸۰ روزه:  مکزیک
- ۹۰ روز در بازه زمانی ۱۸۰ روزه:
- تمامی کشور های  اتحادیه اروپا به جز بریتانیا و ایرلند

 هندوراس
 نروژ
 ایسلند
 روسیه
 لیختن‌اشتاین
 سنت وینسنت و گرنادین‌ها
 مونته‌نگرو
  سوئیس
- ۹۰ روزه :  آرژانتین  پاراگوئه  باربادوس -  صربستان -  برزیل -  سیشل -  شیلی -  اروگوئه
- 30 روزه :  چین -  ژاپن -  اوکراین

## روادید هنگام ورود
شهروندان کشورهای زیر مشمول روادید هنگام ورود؛ پس از رسیدن به یکی از مرزهای فرودگاهی امارات می‌شوند. این روادید با اعتبار ۳۰ روزه صادر می‌گردد:
- آندورا
- مالدیو (۹۰ روزه)
- استرالیا
- موریس
- باهاما (۹۰ روزه)
- موناکو
- برونئی
- نیوزیلند
- کانادا
- سان مارینو
- کاستاریکا (۹۰ روزه)
- سنگاپور
- السالوادور (۹۰ روزه)
- کره جنوبی (۹۰ روزه)
- هنگ کنگ
- بریتانیا
- جمهوری ایرلند
- ایالات متحده آمریکا
- قزاقستان
- واتیکان
- مالزی

-  هند : آن دسته از شهروندان هند که دارای روادید معتبر یا اقامت ایالات متحده آمریکا یا اقامت کشورهای عضو اتحادیه اروپا هستند می‌توانند روادید هنگام ورود امارات متحده عربی را با اعتبار ۱۴ روزه دریافت کنند.

## گذرنامه دیپلماتیک یا خدمت

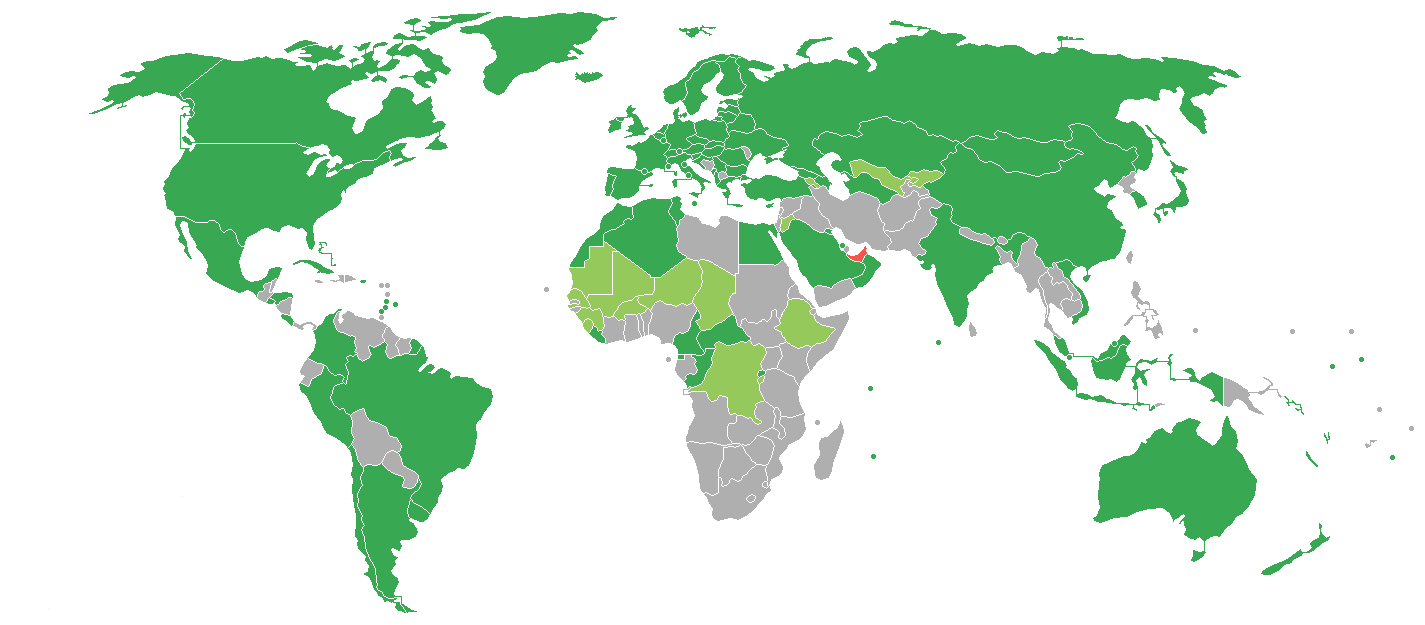
سیاست روادید امارات برای دارندگان گذرنامه دیپلماتیک یا خدمت :قرمز: امارات متحده عربی
سبز تیره : روادید آزاد یا هنگام ورود برای دارندگان گذرنامه دیپلماتیک یا خدمت
سبز روشن : روادید آزاد یا هنگام ورود برای دارندگان گذرنامه دیپلماتیک
خاکستری : نیازمند به دریافت روادید

علاوه بر کشورهایی که تمامی شهروندان شان از روادید امارات متحده عربی معاف هستند؛ دارندگان گذرنامه دیپلماتیک یا خدمت آلبانی، الجزایر، ارمنستان، جمهوری آذربایجان، بلاروس، کلمبیا، مصر، گرجستان، گرنادا، هند ، اندونزی، مراکش، رواندا، سنت لوسیا، صربستان، تونگا، تونس، ترکیه، ترکمنستان، وانواتو، ویتنام و تنها دارندگان گذرنامه دیپلماتیک کشورهای بورکینافاسو، بوروندی، چاد، گینه، اردن، قرقیزستان، مالی، نیجر، سنگال نیازی به دریافت روادید ندارند یا می‌توانند از روادید فرودگاهی امارات استفاده کنند.

## روادید ایرلاین
نوعی از روادید است که نیاز به حامی و اسپانسر داشته و توسط شرکت هواپیمایی صادر می‌گردد. این نوع روادید تنها برای سفرهای کاری کوتاه مدت بوده و غیرقابل تمدید می‌باشد.
در حال حاضر شرکت‌های هواپیمایی: امارات، اتحاد، ایر عربیا، ایر آستانه، ایربالتیک، ایر صربیا، فلای‌دبی، ترکیش ایرلاینز و ایندی‌گو صادر می‌گردد.

## روادید ملزم به تأیید قبلی
درخواست روادید شهروندان کشورهای زیر توسط دولت امارات متحده عربی رد خواهد شد؛ مگر این که درخواست ارسالی آنان به وزارت امور خارجه از طرف این نهاد تأیید گردد.
 اسرائیل: دولت امارات نیز به مانند دیگر کشورهای مسلمان / عرب؛ و به عنوان عضوی از برنامه تحریم اسرائیل توسط اتحادیه عرب، دولت اسرائیل را به مشروعیت و رسمیت نمی‌شناسد؛ و بالطبع گذرنامه اسرائیلی نیز فاقد مقبولیت و رسمیت است.
 قطر: پس از قطع روابط دیپلماتیک امارات متحده عربی، عربستان سعودی، بحرین و مصر با دولت قطر در سال ۲۰۱۷ میلادی؛ ورود اتباع قطری و مقیمین این کشور به خاک هر ۴ کشور ممنوع شد. از این پس صدور روادید امارات برای شهروندان قطر منوط به موافقت و اجازه وزارت امور خارجه این کشور است. آن دسته از اتباع قطر که از اعضای خانواده شهروندان یا افراد مقیم امارات هستند با ثبت نام در وبگاه کمیته هویت و ملیت دولت امارات یا تماس با خطوط تلفن تعیین شده اجازه ورود به خاک امارات را پیدا خواهند کرد.
درخواست روادید آن دسته از اتباع قطری که دربارهٔ آن‌ها نگرانی های امنیتی وجود دارد رد خواهد شد. بر طبق آمار از ژوئن ۲۰۱۷ تا مارس ۲۰۱۹ با حدود ۹۵ درصد درخواست‌ها موافقت شده‌است.

## ملزومات و ضوابط روادید
شهروندان سایر کشورها که نامشان در فهرست روادید آزاد یا روادید فرودگاهی ذکر نشده؛ ملزم به دریافت روادید امارات قبل از سفر و ورود به این کشور هستند. برای مثال آن دسته از شهروندان جمهوری اسلامی ایران که قصد سفر گردشگری به امارات متحده عربی را دارند می‌بایست پیش از سفر توسط مراجع تعیین شده و معتبر درخواست روادید الکترونیکی (eVisa) را ثبت و پس از صدور هنگام ورود به خاک امارات آن را ارائه نمایند.
برای شهروندان هر کشور ممکن است شرایط و ضوابط روادید متفاوت باشد برای مثال اتباع مغرب، الجزائر، موریتانی، تونس و لیبی که قصد سفر به امارات و دریافت روادید این کشور را دارند شرط سنی حداقل ۴۰ سال تعیین گردیده در حالی که برای سایر ملل این سن برای آقایان ۲۱ سال و خانم‌ها ۲۳ سال معین شده.

## آمار مسافران

### امارت دبی
بیشترین مسافران به دبی در سال‌های گذشته از کشورهای زیر بوده‌اند:
| Country             | ۲۰۱۷       | ۲۰۱۶       | ۲۰۱۵       |
| ------------------- | ---------- | ---------- | ---------- |
| هند                 | ۲٬۰۷۳٬۰۰۰  | ۱٬۸۰۰٬۰۰۰  | ۱٬۶۰۱٬۰۰۰  |
| عربستان سعودی       | ۱٬۵۲۹٬۰۰۰  | ۱٬۶۳۸٬۰۰۰  | ۱٬۵۴۲٬۰۰۰  |
| بریتانیا            | ۱٬۲۶۵٬۰۰۰  | ۱٬۲۴۵٬۰۰۰  | ۱٬۱۸۸٬۰۰۰  |
| عمان                | ۸۶۲٬۰۰۰    | ۱٬۰۳۷٬۰۰۰  | ۱٬۰۰۲٬۰۰۰  |
| چین                 | ۷۶۴٬۰۰۰    | ۵۴۰٬۰۰۰    | ۴۵۰٬۰۰۰    |
| ایالات متحده آمریکا | ۶۳۳٬۰۰۰    | ۶۰۷٬۰۰۰    | ۶۰۲٬۰۰۰    |
| پاکستان             | ۵۹۸٬۰۰۰    | ۶۰۷٬۰۰۰    | ۵۱۳٬۰۰۰    |
| روسیه               | ۵۳۰٬۰۰۰    | ۲۴۰٬۰۰۰    | ۲۱۱٬۰۰۰    |
| آلمان               | ۵۰۶٬۰۰۰    | ۴۶۲٬۰۰۰    | ۴۶۱٬۰۰۰    |
| ایران               | ۵۰۳٬۰۰۰    | ۴۷۲٬۰۰۰    | ۴۶۲٬۰۰۰    |
| مجموع               | ۱۵٬۷۹۰٬۰۰۰ | ۱۴٬۹۰۰٬۰۰۰ | ۱۴٬۲۰۰٬۰۰۰ |

### امارت ابوظبی
بیشترین مسافران به ابوظبی در سال‌های گذشته از کشورهای زیر بوده‌اند:
| Country             | ۲۰۱۸      | ۲۰۱۷      |
| ------------------- | --------- | --------- |
| هند                 | ۴۱۶٬۰۰۰   | ۳۶۰٬۰۰۰   |
| چین                 | ۴۰۱٬۰۰۰   | ۳۷۲٬۰۰۰   |
| بریتانیا            | ۲۷۸٬۰۰۰   | ۲۶۱٬۰۰۰   |
| ایالات متحده آمریکا | ۱۹۴٬۰۰۰   | ۱۶۴٬۰۰۰   |
| فیلیپین             | ۱۸۳٬۰۰۰   | ۱۸۱٬۰۰۰   |
| مصر                 | ۱۶۹٬۰۰۰   | ۱۶۰٬۰۰۰   |
| عربستان سعودی       | ۱۶۸٬۰۰۰   | ۱۵۲٬۰۰۰   |
| آلمان               | ۱۴۲٬۰۰۰   | ۱۳۱٬۰۰۰   |
| مجموع               | ۵٬۰۴۳٬۸۲۱ | ۴٬۸۵۲٬۴۰۵ |